# Mundo de cristal
Mundo de cristal es el segundo álbum de estudio de la cantante mexicana Thalía. Fue lanzado el 26 de septiembre de 1991 por el sello discográfico Melody/Fonovisa y la producción estuvo a cargo de Alfredo Díaz Ordaz. Los temas más conocidos del álbum fueron «Sudor», «En la intimidad» y «Fuego cruzado», los cuales se convirtieron en grandes éxitos de Thalía. Para celebrar los 30 años de carrera de Thalía como solista, desde enero de 2021 este álbum se encuentra disponible en las plataformas digitales iTunes y Spotify. El álbum obtuvo certificación de doble disco de oro en la República Mexicana por más de 500 mil copias vendidas.

## Información del álbum
Los doce temas del álbum fueron producidos por Alfredo Díaz Ordaz, quien también realizó el álbum debut de la cantante. Cuatro canciones de Mundo de cristal se pensaron incluir originalmente en el álbum anterior un año antes: "Sudor", "Jollie madame", "En la intimidad" y "Me matas". El álbum incluye, desde temas pop rock como "En la intimidad", "El bombo de tu corazón" y "Me matas", hasta baladas románticas como "Fuego cruzado" y "Te necesito". La canción "Jollie Madame" fue una de las primeras composiciones de Thalía, en la cual menciona en los créditos como su "primer pacto con la música, un 5 de mayo". "En silencio" es una dedicación al recuerdo de su padre, quien falleció cuando Thalía era niña.

## Sencillos
Sudor: El sencillo principal del álbum. Fue lanzado en las radios mexicanas en agosto de 1991. La canción alcanzó el número tres en la Ciudad de México, el número diez en las radios latinas de Los Ángeles y el número ocho en San Salvador. No se lanzó ningún video musical para esta canción.
En la intimidad: El segundo sencillo del álbum, fue lanzado en 1991. El video musical fue dirigido por Carlos Somonte.
Fuego cruzado: El tercer sencillo del álbum, fue lanzado en 1992. El video musical de la canción fue filmado en Madrid y lanzado en 1992. Retrata a Thalía caminando por las calles y tumbada en la hierba.
Te necesito: El cuarto y último sencillo del álbum, fue lanzado en 1992. Al igual que "Sudor", no se lanzó ningún video musical para esta canción.

## Lista de canciones
| #  | Título                   | Escritor(es)                | Duración |
| -- | ------------------------ | --------------------------- | -------- |
| 1  | "Cristal (Instrumental)" | Alfredo Díaz Ordaz          | 1:24     |
| 2  | "Sudor (Parte I y II)"   | Alfredo Díaz Ordaz          | 5:04     |
| 3  | "El bombo de tu corazón" | Áureo Baqueiro              | 4:38     |
| 4  | "Te necesito"            | Alfredo Díaz Ordaz          | 5:00     |
| 5  | "Madrid"                 | Alfredo Díaz Ordaz          | 4:49     |
| 6  | "Fuego cruzado"          | Luis Cabañas, Pablo Pinilla | 4:38     |
| 7  | "Jollie madame"          | Thalía                      | 3:52     |
| 8  | "Mundo de cristal"       | Alfredo Díaz Ordaz          | 5:05     |
| 9  | "En la intimidad"        | Fernando Riba, Kiko Campos  | 5:07     |
| 10 | "Me matas"               | Pablo Pinilla               | 3:12     |
| 11 | "En silencio"            | Alfredo Díaz Ordaz          | 5:01     |
| 12 | "Blues Jam"              | Thalía, Alfredo Díaz Ordaz  | 2:30     |

Nota:
- En algunas ediciones del álbum, "Mundo de cristal" aparece como la séptima pista y "Jollie madame" como la octava.

## Certificaciones
| País   | Organismo certificador | Certificación | Ventas  |
| ------ | ---------------------- | ------------- | ------- |
| México | AMPROFON               | 5× Oro        | 500 000 |

## Músicos
- Thalía Sodi - voz
- Hiroshi Upshur – teclados
- Michael Thomson – guitarra
- Dennis Beanfield – bajo
- Brandon Fields – saxofón
- Mike Beard y Kevin Cloud – batería y synclavier
- Thalía, Alfredo Díaz Ordaz, Norma Valdez, Ruby Valdez, Erik Valdez, Oscar Valdez y Peggy Bleu - coros

Nota: En "Mundo de Cristal", todos los instrumentos fueron tocados por Thalía y Diaz Ordaz.